# El Cerro Mission
El Cerro Mission es un lugar designado por el censo ubicado en el condado de Valencia en el estado estadounidense de Nuevo México. En el Censo de 2010 tenía una población de 4657 habitantes y una densidad poblacional de 305,74 personas por km².

## Geografía
El Cerro Mission se encuentra ubicado en las coordenadas 34°46′8″N 106°38′41″O / 34.76889, -106.64472. Según la Oficina del Censo de los Estados Unidos, El Cerro Mission tiene una superficie total de 15.23 km², de la cual 15.23 km² corresponden a tierra firme y (0%) 0 km² es agua.

## Demografía
Según el censo de 2010, había 4657 personas residiendo en El Cerro Mission. La densidad de población era de 305,74 hab./km². De los 4657 habitantes, El Cerro Mission estaba compuesto por el 59.67% blancos, el 0.75% eran afroamericanos, el 3.61% eran amerindios, el 0.79% eran asiáticos, el 0.02% eran isleños del Pacífico, el 30.88% eran de otras razas y el 4.27% pertenecían a dos o más razas. Del total de la población el 72.47% eran hispanos o latinos de cualquier raza.